# ザンギエフ
ザンギエフ（Zangief、露: Зангиев）は、カプコンの対戦型格闘ゲーム『ストリートファイター』シリーズに登場する架空の人物。

## キャラクター設定
『ストリートファイターII』（以下『II』と表記）で初登場した、ソビエト連邦（現ロシア）出身のプロレスラー。赤きサイクロンの二つ名で呼ばれる鍛え上げられた筋肉をもつ巨漢で、全身についた傷跡、剛毛、モヒカン頭が特徴。一人称は「俺」や「私」。雪山の中に小屋をかまえ、熊を相手に修練を積んでいる。
闇プロレス界で無敗を誇っていたが、あまりの強さのために対戦試合を組まれなくなり、追放同然の憂き目にあう。その力を振るう相手もいないまま山篭りをしていたが、ある日、ソビエト連邦の「偉大な指導者」からレスリングによる国際交流に努めて欲しいとの依頼を受ける。指導者直々の依頼にザンギエフは感動し、その技と鋼の肉体を祖国のために振るうことを決心。『ストリートファイターZERO3』（以下『ZERO3』と表記）以降ではロシアの英雄的存在となっている。
ロシアレスリングとアメリカンプロレスを融合したスタイルで戦う。他にも中国の気功を取り入れて飛び道具への対策にしたり、コサックダンスの動きを蹴り技に取り入れたりと様々なものを組み入れている。
『II』シリーズおよび『ストリートファイターZERO2』での使命は上記の通りだが、『ZERO3』では祖国の脅威となる闇の組織シャドルーの兵器「サイコドライブ」の破壊を使命としており、同じく麻薬や兵器を売り捌く悪人の噂を聞きつけてシャドルー基地に忍び込んでいたエドモンド本田と協力してサイコドライブを破壊している。
現実のソビエト連邦の崩壊後もザンギエフの出身地が「ソ連」と設定され続けているのは、『II』『ZERO』の時代設定が1991年12月のソ連崩壊以前であるため。のちに、時代設定がソ連崩壊後である『CAPCOM VS. SNK』（以下『CvS』と表記）シリーズでは、台詞の中で「ロシアが祖国」としている。
『ストリートファイターIV』（以下『IV』と表記）での参戦理由は、自分を慕う子供との約束を守り、最強を証明するためである。プレイヤーセレクト画面では現在のロシアの国旗が表示される。
『ストリートファイターV』（以下『V』と表記）ではマイク・バイソンのパンチを真正面から受け止めたり、サツキの日本刀を弾き返すなど、従来の作品よりも筋肉のパワーアップが強調されている。
『ウルトラストリートファイターII』（以下『ウルII』と表記）では大会優勝後、世界最大のレスリング連盟を運営する人間に契約を持ちかけられ、プロレス界に復帰することとなった。
「ザンギエフ」という名前は実在するソ連のプロレスラーから付けられた。

### 人物
筋肉こそ美学という考えを持っており、自らを鋼の肉体と称して壮大な自信を持っている。「掴んで投げることこそが最善かつ最良の戦法」と豪語している。相手に背を向けるのを良しとせず、正面には無数に傷があるが、背中には大統領を庇ったときにできたものが1箇所あるのみ。
愛国心が強く、国家のために闘う意識を持っている。ロシアの国民を「同志」と呼び、ファンをとても大切にする。製鉄所に設けられた特設リングを本拠地にしている。
痩躯の格闘家には、体を鍛えることやもっと食事を多く取るよう勧めるのが恒例となっている。愛国心を他人に押し付けることもしばしばある。
嫌いなものに「妙齢の美しい女性」を挙げているが、女性嫌いや同性愛者というわけでもなく、対戦相手にも男女公平に接している。
『CvS』ではキム・カッファンにチャン・コーハンと間違われたことがある。のちにキムが謝罪したが、実際に会ってみたチャンが筋肉質の自分とは違い肥満体だったため、不快感を露わにした。
『II』の登場人物の勝利時メッセージは、ザンギエフに限らず攻撃的なものが多いが、それ以降の作品では敗者にアドバイスをしたりやや天然な発言をするなど『II』に比べて温和になっている。
興奮して頭の血管が浮き出ている描写がよく描かれ、『ZERO3』や『マーヴル・スーパーヒーローズ VS. ストリートファイター』（以下『MSH VS. SF』と表記）では血管が切れて血が吹き出ている。
力頼みの頭の悪い人物と受け取られることもしばしばあるが、対戦相手に読書を薦める台詞もある。ただし、ロシア文学を引用する際に「トルストイいわく『筋肉に勝るものなし』」と、内容を間違えて覚えている。メガネを着用し、読書や勉学に勤しむイラストも存在する。

### ザンギエフを取り巻く人々
『II』をはじめとしたザンギエフのエンディングに登場し、彼を「同志ザンギエフ君」と呼ぶ人物はレスリング部に所属した先輩後輩の関係にあたり、ペレストロイカを推進する要人である。ザンギエフに国際交流を依頼したのもペレストロイカへの理解を得るためである。ザンギエフのエンディングにて、ヘリコプターから姿を現してザンギエフにレスリングによる国際交流に努めたことに対する礼を述べたあとに、ザンギエフおよびKGBの護衛3人とともにコサックダンスを踊る。ただし、その本名はゲームには登場せず、劇中では「大統領」と呼ばれるのみ。『ストリートファイターZERO2』（以下『ZERO2』と表記）以降は、呼び名が「偉い人」「偉大な指導者」となっている。『ZERO2』のザンギエフのエンディングで姿を現した際にはトレーニングルーム（実際には吹雪の中で熊と戦う）をザンギエフに与え、最高級のウォッカの支給を約束したり、その他の作品にも名前のみ登場してザンギエフに激励のメッセージを送るなど、ザンギエフの活躍に深く関わっている。ザンギエフと同じく祖国ロシアを愛しており、彼が活躍し「ロシアの強さが世界に示される」ことを望んでいる。この人物の名前は『II』の企画段階で「ゴロバチョフ」と名付けられており、『1993年AUTUMN創刊号クラブ☆カプコン』および『カプコンファイティングジャム オフィシャルコンプリートガイド』でもこの名前が使用されている。その後『ストV』の公式サイト「シャドルー格闘家研究所」にて個別プロフィールも設定された。
『ストリートファイターEX』（以下『EX』と表記）のダラン・マイスター、『餓狼伝説』のライデンなど、同業者とはウマが合うらしくエンディングでタッグを組むなどの描写が見られる。とくにライデンとは『CvS』のCPU戦で同じチームとして登場することもある。『X-MEN VS. STREET FIGHTER』のエンディングでは、同じくロシア出身で筋骨隆々の鉄人コロッサスとコンビを組み（その際、名前の頭に「同志」を付ける）、シベリアで暴れるオメガレッドを止めるために出動する。
『ZERO3』に登場する女子プロレスラーのレインボー・ミカはザンギエフに憧れており、彼女のストーリーでは彼女と一勝負したザンギエフがミカを気に入ってその才能を認め、共に侵入したシャドルー基地が崩壊した際には崩落した天井のがれきから身を挺して庇っている。
『頂上決戦 最強ファイターズ SNK VS. CAPCOM』では、『サムライスピリッツ』シリーズの覇王丸がライバル関係となっている。
『ストリートファイター X 鉄拳』（以下『ストクロ』と表記）では、ルーファスと公式タッグを組んでいる。
『ストV』ではラシードの執事アザムと旧友の関係にある。また、設定のみの存在だがゼンとシンというインド人兄弟とも旧友の関係にある。

### クロスオーバー
カプコンのクロスオーバーの格闘ゲームにも数多く登場している。『MARVEL VS. CAPCOM CLASH OF SUPER HEROES』（以下『MARVEL VS. CAPCOM』と表記）ではリュウ、春麗と共に数少ない『ストリートファイター』シリーズ出身キャラクターとして登場。『ポケットファイター』ではリュウ、ケン、豪鬼などの主役級キャラクターや人気の高い女性キャラクターたちに混じって登場し、『CAPCOM FIGHTING Jam』でも『II』代表に選ばれるなど、その地位を確固たるものにしている。

## ゲーム上の特徴
その鍛えられた肉体と2mを超す巨漢ぶりにふさわしく、ゲーム中トップクラスの体力と攻撃力を持っている。また、プロレスラーという職業を反映し通常技、必殺技を問わず様々な投げ技を持つ（『II』では必殺技の強弱も含めると、実に9種類もの投げ技を有していた）。しかし移動速度はシリーズを通して全キャラクター中最低クラスでジャンプ力も低め。さらにその巨体が仇となり、敵の攻撃を受けやすく、また通常技も大振りなものが多い故に隙が大きい。登場作品を通して共通するのは、いかにして相手に近づき、強力な投げ技を決めるかである。
シリーズを通してザンギエフの象徴となっているのが必殺技「スクリューパイルドライバー」である。これはコマンドがレバーを1回転させたあとに地上でパンチボタンを押すという、ほかのキャラクターの必殺技に比べ非常に難易度が高いものであるが、その分、全ての技の中でも最高クラスのダメージを誇り、かつ投げ技としては攻撃範囲も広い強力な必殺技である。数歩先にいる相手を突然捕まえて投げを決める様は「吸い込み」と呼ばれて、プレイヤーから恐れられた。
『II』が出た当初はジャンプの低さや足の遅さなどと併せて、スクリューのレバー1回転という一見すると不条理なコマンドから敬遠されていた。レバーを上に入れるとジャンプするため、地上では1回転できないと思われていた。しかし、実際には上下左右各方向の要素を含む方向にレバーを入れて、仮に上が最後の時はジャンプする前にボタンを押せばスクリューが出せた。(具体的に言えば「右→右下→下→左下→左→〈左上→〉上　あるいは、左→左下→下→右下→右→〈右上→〉上 と同時にパンチ」とすることでスクリューが発動する）。この、地上でもレバーを1回転させられる方法（いわゆる立ちスクリュー）が発見されると、スクリューパイルドライバーを決めたあとに相手が起き上がる瞬間に打撃をガードさせ、再度同じ技を仕掛ける通称「スクリューはめ」が開発されてからは、一度転ばせれば一気に逆転できる玄人好みのキャラクターとして位置づけられるようになった。初代『II』での「スクリューはめ」は完璧に実行すれば、理論上は脱出不可能とされる（技の出始めに無敵時間があるサマーソルトを持つガイルは唯一スクリューはめからの脱出が可能。リュウ、ケンの昇龍拳も無敵時間があるが、技を当てられても転ばないので食らった後に再度スクリューはめ続行が可能）。『ストリートファイターII'』（以下『II'』と表記）以降では技後に間合いが広がるように修正されたが、画面端でははめることができた。『II』シリーズは対戦格闘ゲームの礎ともなった作品でもあるため、動きは鈍重で動かし辛いが一発が強く、うまく近づいてコマンド投げで大ダメージを与える「投げキャラ」と呼ばれるキャラクターポジションを確立。以降に発売された多くの対戦格闘ゲームに登場する同タイプのキャラクターたちの元祖となっている。
キャラクター設定で「嫌いなもの」が飛び道具とされているが、実際にゲーム上でも「波動拳」、ガイルの「ソニックブーム」といった弾の幅の広い飛び道具には、ジャンプが低く足も遅いため避け辛く、苦戦を強いられる。特に弱パンチで出された飛び道具（中でもサガットの「グランドタイガーショット」）には、その移動速度の遅さゆえに前方ジャンプ以外ではかわすことが難しく、「ダブルラリアット」で飛び道具をすり抜ける以外に対処方法が無くなる。
接近戦が主になるキャラクターなので、ダルシムのように相手を近づけずに戦うタイプのキャラクターは天敵となる（ダルシムの飛び道具である「ヨガファイアー」も苦手）。しかし『スーパーストリートファイターIIX』（以下『スパIIX』と表記）で飛び道具を打ち消しつつ移動できる技「バニシングフラット」が追加され、ある程度は飛び道具にも対抗できるようになった。
岡本吉起は『II』シリーズで一貫しているザンギエフの特徴的な性能について、当時カプコンがロケテストを実施していたゲームセンターの常連だった「ザンギエフ使い」と呼ばれる人物の存在を理由のひとつに挙げている。岡本によるとその人物の腕前はずば抜けており、ロケテストを視察した社員から「ザンギエフで何十連勝もしているプレイヤーがいて他のプレイヤーが対戦をためらっている」と報告を受けていた。それを受けてある時、カプコン社内から対戦がとびきり上手い者を3名派遣したが惨敗。岡本に電話で連絡があり「歯が立ちません」と言われたという。その繰り返しで下方修正が続き、出荷する頃にはザンギエフの性能は他キャラクターに比べ抑えられることになった。岡本は「結果としてマニアックなキャラクターとして固定されたので今では良かったと思っている」と前置いたうえで「調整をミスしているのではないかと感じてしまい、当時は調整の邪魔だった」と苦笑交じりに述懐している。
『EX』シリーズでは「ダブルラリアット」の性能が際立っており、対空性能が2Dのシリーズよりも高い。ただし飛び道具には弱く、それを持つ相手を相変わらず苦手としている。しかし『EX2』では「バニシングフラット」の代わりに「グロウィングフィスト」があるので多少は対抗できる。
『IV』では投げ無敵の短いシステム上の特徴を生かした近距離戦での攻め、「ダブルラリアット」や「スクリューパイルドライバー（EX版も同じ）」や「EX版バニシングフラット」などを用いた守り、 それらに体力や攻撃力の高さが拍車をかけて、登場作品の中では珍しく上位の性能を持つ。また簡易コマンドが導入されたため、「スクリューパイルドライバー」を筆頭とする投げ技が決めやすくなっている。各場面での選択肢が比較的少ないため、プレイヤーのレベルに応じてキャラクター同士の相性の印象が全く違うが 上記のキャラクター特性から期待値勝ちをしやすく、相手の立ち回りに対して強引に打開することが可能である。

## 技の解説

### 通常技
作品によって若干差異はあるが、ここでは『ストII』シリーズでの技名称を掲載。
| 操作     | 立ち（近距離）                      | 立ち（遠距離）                      | しゃがみ               | 垂直ジャンプ                 | 斜めジャンプ                                |
| -------- | ----------------------------------- | ----------------------------------- | ---------------------- | ---------------------------- | ------------------------------------------- |
| 弱パンチ | ブレーンチョップ                    | ストレート                          | 地獄突き               | ジャンピングブレーンチョップ | ジャンピングブレーンチョップ                |
| 中パンチ | カウンターチョップ / ストレート(※3) | カウンターチョップ / ストレート(※3) | ロシアンハンマーパンチ | ジャンピングブレーンチョップ | ジャンピングブレーンチョップ                |
| 強パンチ | ダイナマイトパンチ                  | ダイナマイトパンチ                  | ロシアンハンマーパンチ | ジャンピングブレーンチョップ | ジャンピングラリアット                      |
| 弱キック | ニーアッパー                        | ローキック                          | コサックキック         | ドロップキック               | ダブルニードロップ(※1) / ドロップキック(※2) |
| 中キック | トーキック                          | ミドルキック                        | コサックキック         | ドロップキック               | ドロップキック                              |
| 強キック | フライングニールキック              | フェースキック                      | コサックキック         | ドロップキック               | ドロップキック                              |

※1 初代『ストII』『II'』および『ハイパー』でのNORMAL、DASH仕様のみ
※2 『II'TURBO』『スパII』『スパIIX』および『ハイパー』でのTURBO、SUPER、SUPERX仕様のみ
※3 スーパーファミコン版など移植版

### Vシステム
マッスルエキスパンション
Vリバーサル。胸張り出しで反撃する。この技は神月かりんのストーリーモードで単体で使用し、周囲に衝撃波を噴き出させシャドルー兵士を吹き飛ばしている。
マッスル・ブート・キック
Vシフトブレイク。

#### Vスキル
アイアンマッスル [I]
マッスルポーズを取り全身の筋肉を硬化させスーパーアーマー状態になる技。相手の攻撃を2回まで受け流すことができ、ボタンホールドし続けると最後にマッスルポーズで攻撃する。Vトリガー[I]発動中はVトリガーの効果が終了するまでアーマー属性が持続する。
マッスルウォーク
「アイアンマッスル」中に前入力すると、構えを保ったままゆっくり歩き出す。移動中も攻撃を2回受け流すことができ、入力を解除するとマッスルポーズによる攻撃をする。Vトリガー[I]発動中はVトリガーの効果が終了するまでアーマー属性が持続する。
スーパーロシアンキック [II]
力を溜めた後、強烈なキックを放つ。ボタンホールドで溜めが可能で、最大溜めのヒット時は壁バウンドが発生する。
溜め状態はダッシュやバックステップでキャンセル可能な他、一度だけ耐えられるアーマー効果がある。

#### Vトリガー
サイクロンラリアット [I]
体を傾けた状態で外回しの高速ラリアットで相手を吸い寄せる。最大8ヒットし、最後は相手を空中に吹き飛ばし特定の攻撃で追撃が可能。
コサックマッスル [II]
マッスルポーズを取り「スクリューパイルドライバー」「ボルシチダイナマイト」を強化させる。ダメージが上昇する他に、通常技をキャンセルして発動できる。またVトリガー発動時、必殺技成立時や失敗時にドン・ソバージュのナレーションが効果音として入る。

### 通常投げ
噛み付き / グラップラートゥース
『ストII』から存在する掴み技の一つ。相手にしがみ付き、振り解かれるまで頭部に連続で噛み付く。
『ポケットファイター』での名称は「グラップラートゥース」。
ストマッククロー
『ストII』から存在する掴み技の一つ。片膝を着いて相手の腹部を掴みアイアンクローの要領で絞め上げる。レバーとボタン連打による追加入力で、攻撃回数が増加する。
パイルドライバー
『ストII』から存在する投げ技の一つ。パイルドライバーの挙動で相手を叩き付ける。
サンダーファイヤーパワーボム
『ストII』から存在する投げ技の一つ。パワーボムの挙動で相手を叩き付ける。
ジャーマンスープレックス
『ストII』から存在する投げ技の一つ。ジャーマン・スープレックスの挙動で相手を後方に叩き付ける。スーパーファミコン版初代のみ実装されていない。
デッドリードライブ
『ストII』から存在する技で、しゃがみ中に出せる投げ。相手を持ち上げ、ボディスラムの挙動で相手を地面に叩きつける。『ストリートファイターII'ターボ』（以下『II'ターボ』と表記）までは地上投げ技であったが、『スーパーストリートファイターII』（以下『スパII』と表記）以降は空中投げに変更されている。地上版は中パンチ、空中版は中か強パンチ。
レッグスルー
『ストII』から存在する技で、しゃがみ中に出せる投げ。相手の脚部を掴み、後方へ投げ捨てる。『II'ターボ』までは地上投げ技だったが、『スパII』以降は空中投げに変更されている。地上版は強パンチ、空中版は中か強キック。
ブレーンバスター
『ストII』から存在する投げ技の一つ。相手を担いでから、後方に倒れ込むように叩きつける。
アイアンクロー
『ストEX』シリーズで使用する投げ技。相手の顔を掴みアイアンクローを決めた後に背後に投げ捨てる。
ストマックブロック
『ストEX』シリーズで使用する投げ技。背後から相手を抱え上げて、膝に叩きつける。
通常投げよりダメージは高いが、相手が背を向けている時にしか決められないので狙える機会はほとんど無い。
バックドロップ
『ZERO2』で使用する投げ技。相手の背後に回り、そり返って相手の後頭部を地面に叩きつける技。
フライングパイルドライバー
『ZERO3』で使用する空中投げ。名前の通り、空中で仕掛ける「パイルドライバー」。
ボディスラム
『ストIV』で登場。相手を一度担いでから前方に叩きつける。
アトミックドロップ
『ストV』で使用する前方投げ。相手を持ち上げ、落としながら膝に相手の尻をぶつける。プロレス技の「尻砕き」。
キャプチュード
『ストV』で使用する後方投げ。相手の肩と脚を掴んで持ち上げ、後ろへ圧し掛かるようにして地面に叩きつける。
元々は『ストII』の段階で入れる予定の技だったが、2Dドットでは表現が難しかったため見送られていた。
ハラショーチョークスラム
『ストV』でしゃがみ状態の相手への投げ技。相手の後頭部を掴み持ち上げ、顔面を地面に叩きつける。
スパインバスター
『ストリートファイター6』（以下『スト6』）で使用する前斜め下投げ。相手を掴み上げ、倒れ込みながら背中を叩きつける。
ロシアンドロップ
『スト6』で使用する後ろ斜め下投げ。後方に倒れて相手の頭部を打ちつける。

### 特殊技
ヘッドバット / クロムヘッド / フライングヘッドバット
空中版は垂直ジャンプ時のみ使用可能。『II』シリーズの技で、『II'』以降では特に気絶値が高い。
『スパIIX』『ZERO3』では地上から出せるタイプもある。『スパIIX』『ZERO3』では気絶値は低いものの、跳ねて攻撃するため相手の足払いを飛び越えつつ接近することができる。
『ZERO2』では、しゃがんでいる相手には当たらない欠点を持つが攻撃力が高く、気絶値がとても高い。
『ウルIV』オメガエディションでは「クロムヘッド」の名前で使用。小さく跳ねるが下段無敵にはならず中段判定でもないが空中版の「ヘッドバット」とダメージ、スタン値共に同じであり咄嗟に出せる低空のヘッドバット。空中の相手を叩き落す性能を持つ。地上版と空中版の両方がある。
『ストV』では前方に頭突きする地上版で「ヘッドバット」、垂直ジャンプ中に頭突きする空中版で「フライングヘッドバット」を使用する。地上版は飛び道具を打ち消すことができ、空中版は従来に比べて非常に気絶地が高く、どの相手にも連続で3回当てると必ず相手を気絶させられる。
ダイナマイトヘッドバット
『EX』シリーズでガードブレイクまたはハードアタックとして使用。こちらは跳ばずに前進しながらヘッドバットを行う。
『ストクロ』ではクロスアーツ発動時の動作に使われている。
ダイナマイトパンチ
『ウルIV』オメガエディションで使用。遠距離強パンチの押しっぱなしにすることで動作が遅くなる代わりに威力が上昇し、アーマーブレイク属性になる。
『ストV』『スト6』ではアーマー属性がつく。
フライングボディーアタック
ジャンプ時に使える特殊技。空中で身体を広げ、相手を潰すように落下する。攻撃判定が広く「めくり」を狙いやすい。
フライングニードロップ / ダブルニードロップ
ジャンプ中に使える特殊技。空中で両膝をそろえたニーキックを相手に突き刺す攻撃。初代『ストII』＆『II'』および『ハイパー』でのNORMAL＆DASH仕様では通常技であった。
アイアンボディ
『ウルIV』オメガエディションで使用。一瞬マッスルポーズを取り、アーマーブレイク属性以外の打撃技をダメージ無効にする。
後述のハイパーコンボ版とは同名の別技。
コサックステップ
リーチの短い下段蹴り。作品によっては通常技になっている場合もある。
ロシアンキック
低姿勢から脚を水平に伸ばして蹴る。作品によっては通常技になっている場合もある。『ZERO2』では、通常の中キックよりリーチが長いが隙も大きい。ヒットしても転倒することはない。
ダイナマイトキック
低姿勢から脚を伸ばす。技中の姿勢は「ロシアンキック」と似ているが、脚を下方向に向けている。作品によっては通常技になっている場合もある。『ZERO2』では、両手を地につけて足を伸ばす強キック攻撃。リーチが長く隙も大きいが転倒させることが可能。
ロングキック
『ウルIV』オメガエディションで使用する、特殊技に昇華したしゃがみ強キック。通常のしゃがみ強キックは、しゃがみ弱キックと同じ動きに変更された。
ニーバット
『ストV』で使用。前進しながら飛び膝蹴りを放つ。足元への喰らい判定が小さくなるので相手の下段技をかわしながら攻撃できる。
マシンガンチョップ
『スト6』で使用。3回まで連続で攻撃できるチョップ。
ヘルスタブ
『スト6』で使用。素早く相手の胸元へ突き上げる技。
サイクロンニールキック
『スト6』で使用。身体を一回転させながら行う浴びせ蹴り。しゃがみガードが出来ず、空中へ浮くので相手の下段技をかわしながら攻撃できる。
スメタナドロップキック
『スト6』で使用。その場でドロップキックを行う。空中へ浮くので相手の下段技をかわしながら攻撃できる。

### 必殺技
スクリューパイルドライバー

相手を捕まえて空中に高く舞い上がり、回転しながらパイルドライバーを決める技。高威力で攻撃範囲も広い強力な投げ技であり、同時にいわゆる「コマンド投げ」の元祖でもある。コマンドが「レバー1回転 + パンチボタン」と記載されていたため、当初はジャンプ中などにレバーを回転させなければコマンド入力できないと思われていた。実際には、レバーは上下左右の各方向に1回入力していればよく、加えてしゃがみのグラフィック表示中はレバーが上にはいってもすぐにはジャンプしないことから、時計回りに右から真上まで（あるいは反時計回りに左から真上まで）素早く4分の3回転させてジャンプする前にボタンを押すことで地上で技が出せる、通称「立ちスクリュー」と呼ばれるテクニックがある。『スパII』以降、掴めなかった場合は空振りする動作が出て隙ができる。
初代『ストII』および『ハイパーストリートファイターII』での「NORMAL」仕様では技後に後方へ離れる飛距離が短く起き攻めをしやすかったが、『II'』以降は大きく後方へ跳び上がり飛距離が相対的に長くなったため、事実上起き攻めが不可能となり一旦仕切り直しとなる。
スピニングパイルドライバー
『ザ・ムービー』で使用する。従来の「スクリューパイルドライバー」と同様の技だが、コマンドが簡単になっている。
スクリューパイルドライバースペシャル
『ウルIV』オメガエディションで使用する「スクリューパイルドライバー」の強化版。EXゲージ2ブロックを使用する。
「フライングパワーボム」と「スクリューパイルドライバー」の連係技を繰り出す。掴み発生時に打撃判定があり、コンボとして発動も可能。
アトミックスープレックス
『スパII』で追加された技で両腕を広げて走り、ジャーマン・スープレックスからさらに跳び上がってのスープレックスを決める連続投げ。有効範囲は「スクリューパイルドライバー」より狭いが、威力はより大きい。「スクリューパイルドライバー」と同じく地上から直接発動できる。この技で相手を掴むのに失敗すると、下記の「フライングパワーボム」が自動的に発動する。
フライングパワーボム
『スパII』で追加された技で、前方に走り寄り、相手に接触すると捕まえてパワーボムを決める。相手との距離があるときに「アトミックスープレックス」と同じコマンドを入れると発動。奇襲技であるが移動スピードはあまり速くなく、途中で技を中断することはできない。走り込んでいる間は無防備で、捕まえられなかった時の隙も大きい。
『ストIV』でEX技として発動すると、前進中に攻撃を受けても一発だけ仰け反らずに耐えることができる「スーパーアーマー属性」が付加される。
ロシアンスープレックス
『EX』シリーズの技。相手に走り寄り、接触すると捕まえてスープレックスを決める。「フライングパワーボム」の代替となる。
ベアハッグ
『EX』シリーズの技。「ロシアンスープレックス」のダッシュ時に相手の近くでパンチボタンを押すと、相手を捕まえて抱いて絞める。レバガチャ＋ボタン連打で絞める回数がアップし、絞め終わると相手を高く放り投げる。
シベリアンエクスプレス
『ストV』で差し替えられた技。走って掴んで逆海老反りパワーボムをくらわす。
ボルシチダイナマイト
『ストV』で追加された空中技。空中の相手を掴んで顔面を殴り、その勢いで回転しながら相手を掴みスクリューパイルドライバーをする。
ツンドラストーム
『ストV』で追加された、中段の蹴りに対応した当身技。相手の足を掴んで、回転しながら地面にねじ伏せる。
「中段の蹴り」限定と言うこともあり当身技の中では特に威力が高く、強スクリューパイルドライバーと同等のダメージを誇る。
ダブルラリアット
回転しながら両手でラリアットを放つ技で、『ファイナルファイト』でマイク・ハガーが使用した技と同じもの。回転中は飛び道具を避けることができるほか、『II'』以降はしゃがみ状態から出せるようになり対空技としたり、回転しながら前後に少し移動できる。『ZERO2』では、両腕を広げて2回転半する技。腕が広がりきる前まで上半身は無敵状態。腕が伸びきった状態になると、無敵範囲が胸から腰下あたりに変わる。その際に飛び道具をすり抜けることが可能だが足元は無防備になる。
『MARVEL VS.』シリーズではヴァリアブルコンビネーションの際にも使用し、この場合自動で前進していく。
ハイスピードダブルラリアット
『II'ターボ』と『カプコン バーサス エス・エヌ・ケイ ミレニアムファイト 2000』にのみ登場した、高速回転する「ダブルラリアット」。足下が無敵になっており、足払いなどを避けながら相手に接近できる。「ダブルラリアット」と同じモーションだが上方向の判定が弱い。
クイックダブルラリアット
『スパII』以降に登場した、回転数が少ない「ダブルラリアット」。特性は「ハイスピードダブルラリアット」に似ている場合が多い。『ZERO2』では、攻撃判定が両腕より若干低い高さに位置するため、しゃがんだ相手にも当たるようになっている。
バニシングフラット
弱点である飛び道具に対抗すべく、『スパIIX』で習得した技。回転しながらオーラをまとった大きな掌を振り払い飛び道具を打ち消す。『ZERO2』では、光っている手の部分は移動攻撃技としての利用価値が大きく、オリジナルコンボ中の方が攻撃力が高い。
『ウルIV』オメガエディションではコンボでのヒット後はスクリューパイルドライバーやスーパーコンボでキャンセルできる。
バイオレントフラット
『ザ・ムービー』で使用。上記の「バニシングフラット」とほぼ同じ動作の技だが、コマンドは異なり、こちらは飛び道具を跳ね返すことができる。
グロウイングフィスト
『EX』シリーズのみの技。『EX2』は必殺技で『EX3』ではPモメンタリーコンボとして使用。オーラを纏った手で水平チョップを繰り出す。本作では使用しない「バニシングフラット」と同様に飛び道具を打ち消す効果を持つ。
ロシアンストンピング
『ウルIV』オメガエディションで使用する。2 - 3連続のストンピングを繰り出す。リーチは短いが威力が高め。EX版は最後に蹴り上げ、EXセービングキャンセルすることで追撃ができる。
アイアンプレス
『ポケットファイター』に登場。超硬化し鉄の塊となった状態で「フライングボディーアタック」を繰り出しながら垂直落下する。威力は通常の「フライングボディーアタック」より高く、地上の敵を潰すことができる。落下速度は速いが、着地後の隙が非常に大きい。レベルアップしない必殺技。
ウォンチューヴォルシチ
『ポケットファイター』で使用するコマンド投げ。他作品の「レッグスルー」と同様の技だが、工事現場の作業員のコスプレをして相手を投げる。
フラッシュコンボ中に使用するものは「ウォンチューボルシチ」と僅かに技名が異なり、演出も親父に変身し「ちゃぶ台返し」と共に相手を投げ捨てるものに大きく変化する。
エアプレーンスピン
『ザ・ムービー』にのみ登場。相手を担いだ状態で回転する技。

### スーパーコンボなど
ファイナルアトミックバスター
様々な投げ技を連続で発動するスーパーコンボ。初登場した『IIX』においては「ジャーマンスープレックス」を2回から「スクリューパイルドライバー」に繋げている。投げ技の種類・回数は、登場する作品やスーパーコンボのレベルによって異なる。『ZERO2』では、使用したレベルによって攻撃回数が増え、その分の攻撃力も増加する。間合いは弱の「スクリューパイルドライバー」と同じで、レベルによる変化はない。『EX』シリーズでは「スクリューパイルドライバー」の前にヒザによるバックブリーカーの攻撃が加わり、威力は全キャラクターの技を通じて最も高い部類にはいるが、コマンドもレバー2回転という非常に難易度の高いものとなっている（『MARVEL VS.』シリーズを除く）。また『スパIIX』と『EX』シリーズ（『EX plus』以前）では、空振りモーションがなく、投げ確定時にしかゲージを消費（＝発動）しない。
『MARVEL VS.』シリーズや『ストクロ』では間合い外で発動した場合「フライングパワーボム」と同一モーションで相手まで走る。
『ウルIV』オメガエディションではのけぞり相手も掴めるようになっている。
技名が長いので「FAB」と略されることが多い。
ウルトラファイナルアトミックバスター
『MARVEL VS. CAPCOM』以降の『MARVEL VS.』シリーズで使用できる。「フライングパワーボム」→「アトミックスープレックス」→画面外まで飛び上がる「スクリューパイルドライバー」の連続投げ。ハイパーコンボゲージ3本を消費する代わりに、全ての技の中で威力が一番高い。メカザンギエフ時は使用不可。
上記同様に技名が長いため「UFAB」と略されるか、もしくは「LV3 FAB」とも呼ばれる。
コズミックファイナルアトミックバスター
『EX』シリーズのメテオコンボで、相手を掴んだまま宇宙までジャンプした後「ファイナルアトミックバスター」を放つ。「ウルトラファイナルアトミックバスター」同様、決まった時の威力は全体力の半分以上を奪い去る。技自体は『EX』初期から存在したが、当時はスーパーコンボの「レベル3ファイナルアトミックバスター」という扱いであり、正式に「コズミック - 」の名称となったのは『EX2 PLUS』でメテオコンボになってからとなる。
上記同様に技名が長いため「CFAB」と略されるか、上記同様「LV3 FAB」とも呼ばれる。
エリアルロシアンスラム
手を上空に伸ばしながら斜めに飛び上がり、空中の相手をつかんで投げる技。『ZERO』シリーズではスーパーコンボのレベルによって内容が異なり、レベル1では後方に放り投げ、レベル2ではパイルドライバー、レベル3ではパワーボムで地上に叩きつける。『ZERO2』では、空中にいる相手を捕まえるまでの動きは全レベル共通している。『MARVEL VS.』シリーズでは通常必殺技として、上記のレベル1に相当するものを使用。
スーパーストンピング
『EX』シリーズのスーパーコンボで、ストンピング（踏みつけるようなキック）を連続して繰り出してからミドルキックとハイキックを放つ。追加入力で攻撃を中断できる。
ヘビーバイト
『ポケットファイター』のマイティコンボ。高速低空なジャンプで相手へ飛びつき、連続で噛み付く。
ロシアンビート
『ポケットファイター』のマイティコンボ。コサックダンスの動きで、連続で下段蹴りを放つ。『頂上決戦 最強ファイターズ SNK VS. CAPCOM』でもLV2専用技として追加されている。
アイアンボディ
『MARVEL VS. CAPCOM』以降の『MARVEL VS.』シリーズで使用できる技。後述する「メカザンギエフ」に変身し、見た目とキャラクター特性が大幅に変更される。変身中にもう一度「アイアンボディ」のコマンドを入力すると変身が解除される。
フライングブレインクラッシャー
『ザ・ムービー』のみに登場したスーパーコンボ。相手を掴んだあとに高速回転しながらの「スクリューパイルドライバー」で攻撃する。
サイクロンラリアット
『スト6』のスーパーアーツ2。高速回転したのちに相手を掴み、強烈に地面へ叩きつける技。左右の入力で投げる位置を調整できる他、ボタンを長押しすることで高速回転するのみの技となり、別の技へ繋げることができるようになる。

### ウルトラコンボ
アルティメットアトミックバスター
『ストIV』のウルトラコンボI。「祖国のために!」という掛け声と共に相手をつかみ、スープレックス→膝によるバックブリーカー→相手を上空に放り投げてからの「スクリューパイルドライバー」を決める。技構成としては、相手を上空に投げる点と高度がさらに増している点を除くと、『EX』シリーズの「ファイナルアトミックバスター」とほぼ同じである。威力は申し分なく、発動した瞬間に攻撃判定が発生するため、発動時に範囲内にいるとジャンプでも回避不可能という高い性能を誇る。
シベリアンブリザード
『スパIV』で追加されたウルトラコンボII。メカザンギエフが使用する同名の技とは内容が異なり、空中で相手を掴みヘッドロックの状態で回転した後に相手の両足を小脇に挟み両脇を足で固めた逆海老反りの状態で地面に叩き付ける。

### クリティカルアーツ
ボリショイ・ロシアン・スープレックス
『ストV』で追加。発動すると「筋力全開！」の掛声と共に、渾身のバックドロップを決める。KOフィニッシュすると、特殊演出で地面に相手の上半身がめり込む。
ボリジョイストームバスター
『スト6』におけるスーパーアーツ3兼クリティカルアーツ。スーパーアーツ版ではラリアットの後に膝蹴りを決め、相手を掴みスクリューパイルドライバーを決める。クリティカルアーツ版ではラリアットの後に相手を上空へ投げ飛ばし、その後すぐに相手を掴み、回転しながら強烈に地面へ叩きつける。

### 他キャラクターとの合体技
ダブルファイナルアトミックバスター
『MSH VS. SF』および『MARVEL VS. CAPCOM』でのヴァリアヴルコンビネーション（ザンギエフから発動時のみ）。パートナーと共に前後から接近して掴みに行き、捉えて大ジャンプし逆さまに叩き落す（回転はしない）。
メテオタッグコンボ・ザンギエフ&ダラン
『EX3』でダラン・マイスターがパートナーの時に発動可能なメテオタッグコンボ（個別の技名はない）。ザンギエフが相手に掴みかかったところへ、ダランが空中から飛び込み組んだ両手を相手に叩きつけ、さらに二人で挟みうちにしてのラリアットを決める。また、これで相手をKOするとダランがフォールにかかり、ザンギエフが3カウントを取る演出が入る。
またダラン側からも発動でき、この場合は二人の技の動作が入れ替わる。

## メカザンギエフ
『MSH VS. SF』以降の『MARVEL VS.』シリーズには、シャドルーに改造されたザンギエフとして「メカザンギエフ」が登場する。
体が鋼鉄に覆われ、火を吹いたり、投げ技以外の一切の攻撃を受けてものけぞらないようになる「ハイパーアーマー」という状態になる。弱点としては、通常のザンギエフよりもさらに動きが鈍重になることと、ガードが一切できないことである。性格も若干変わり、祖国ロシアの代わりにシャドルーを崇拝するようになっている。エンディングでザンギエフは「これは本当の『鋼の体』ではない」と体を改造したことと己の弱さを悔い、元の体に戻る方法を探す旅に出る。
続編の『MARVEL VS. CAPCOM』ではザンギエフと同じキャラクターとなり、ハイパーコンボ「アイアンボディ」で二つの体を切り替えて戦えるようになった。エンディングでも自らの強さを誇示したあとにメカザンギエフに変身し、ブロディアに挑んでいる。
『ストV』公式サイト「シャドルー格闘家研究所」の「キャラ図鑑」では「PメカザンギF」が紹介された。この「P」は「プロトタイプ」の略で、屈強な肉体と強烈な破壊力を誇るザンギエフに対して、モニターサイボーグを改造して作られた。鈍色に輝くボディはLセラミカルチタンで覆われており、どんな攻撃も弾き返す予定だった。情報が古かったため、バニッシングエネルギーを射出させるための噴出口が無い。
『スパIV』以降の『ストIV』シリーズでは追加コスチュームの1つに存在する。『ストV』ではエクストラバトルの報酬の追加コスチュームとして配信されていた。
『ストクロ』と『ウルIV』のステージ「COSMIC ELEVATOR」にも背景で登場するが、『ウルIV』で追加コスチュームのメカザンギエフを選ぶと背景にメカザンギエフが登場しなくなる。

### メカザンギエフの技
ここでは通常のザンギエフが使用しない、もしくは仕様の異なるもののみ記述する。

#### 必殺技
ウォッカファイヤー
口から青白い炎を吐く技。リーチが長い。
フライングパワーボム
ダッシュ速度が遅くなった代わりに進む距離が長くなった。

#### ハイパーコンボ
シベリアンブリザード
『スパIV』のザンギエフが使用する同名のウルトラコンボとは別物。「ダブルラリアット」を出しながら真上に上昇する。初登場の『MSH VS. SF』では青い炎で燃焼させていたが、『MARVEL VS. CAPCOM』以降はこの効果は消滅した。

## 他のメディアでのザンギエフ
その分かりやすいキャラクター性からゲーム以外のメディアでも登場することが多く、巨漢のプロレスラーとして試合やショーに出場するシーンが目立つ。
テレビアニメ『ストリートファイターII V』ではシャドルー所属のレスラーという立場の敵役として登場し、語尾に「だべ」をつける日本の方言を使う。悪役ではあるが、手荒なことはしたくないという一面もある。
劇場版アニメ『ストリートファイターII MOVIE』では、ラスベガスの格闘ショー（シャドルー主催）でブランカと対決する。スクリューパイルドライバーを繰り出し、勝利を確信したところ逆にローリングアタック、ワイルドファング、エレクトリックサンダーの連続攻撃を受ける。
橋口隆志の漫画『ストII爆笑!!4コマギャグ外伝』では、全身を走る傷跡と胸毛がチャームポイントと自称しており、自分の肉体美に惚れ込んでいる（これに対しバルログは「美しくない…」と評した）。バイソンが入り浸っている酒屋のマスター、ダルシムの息子ダッタが呼び出したランプの精、ブランカに嘘を吹き込む警官など、様々な役でも登場する。自身を模した巨大ロボット「ザギンガーZ」も登場した。
中平正彦の漫画『さくらがんばる!』ではロシアの英雄として登場し、さくらとキャミィ2人を相手に二対一で戦う。さくらとの友情に戸惑うキャミィを諭し、リュウを探すさくらに助言をするなど人格者として描かれている。
OVA『ストリートファイターZERO - THE ANIMATION -』では格闘大会の試合中に、場外から乱入したリュウに試合の邪魔をされ、廃墟から地下へと転落する。
『ストリートファイターIV　オリジナルアニメーション feat.さくら』では、さくらの対戦相手として登場しており、リングの上で激しい戦いを繰り広げる。
『ストリートファイター　アート・コミックアンソロジー』の著・市川裕文の「アカイキズナ」ではメインキャラクターとして登場。突如格闘大会に乱入し、問答無用でケンに襲い掛かる。しかし、その真意はローズの依頼を受けて、シャドルーによってケンに仕込まれた悪意ある装置を解除するためのものだった。
ハリウッド映画版『ストリートファイター』ではバイソン将軍（日本国外でのベガ）の側近として登場。やや頭の弱い人物として描かれていて、ディージェイに言われるまで給料がもらえることを知らなかったり、テレビで生中継されていた爆薬を積んだ車が自分たちに突っ込んでくる様子を見てチャンネルを変えれば爆破が防げると考えたりしている。根っからの悪人ではなく最終的にガイルの味方になる。
2013年公開のディズニー映画『シュガー・ラッシュ』では、アーケードゲームの悪役キャラクターとしてベガとともに登場する。冒頭の悪役たちのグループセラピーで主人公に哲学的な語り口で「悪役は悪役にしかなれない」「今を生きるんだ」と語る。プロデューサーのクラーク・スペンサーはザンギエフを選んだ理由として、脚本家の1人が最初に登場した頃のザンギエフの悪役のイメージを主張したことと、ザンギエフもまた自分はいい奴か悪い奴かとアイデンティティに悩んでいるため、主人公に語りかけるのにうってつけの役であることを挙げている。『II』のキャラクターデザインを担当したあきまんは、「ペレストロイカ時代で開放的なキャラクターなので日本やロシアでは英雄という扱いのつもりですが、アメリカでは悪で結構だと思います。『ストII』の世界はお客さんが物語を作る世界なので」と語っている。

## その他
開発時の名前は「ウォッカ・ゴバルスキー」。ルールや手加減を知らず、対戦相手を全て再起不能にしたためレスリング界から追放、地下プロレスに身を落としたという設定であった。また共産主義を嫌っており、ストリートファイトを行う理由も金儲けのためである。
PCエンジン版『II'』では、2ボタンパッドでザンギエフを使用するプレイヤーが多かった。RUNボタン・Iボタン・IIボタンを押しっぱなしの状態で、セレクトボタンを連打し「ダブルラリアット」を連続で出すという入力方法が可能だったからである。
アーケードゲーム誌『ゲーメスト』1993年1月号における誤植「ザンギュラはキックボタン3つ同時押しで足に判定のない、速めの回転のスーパーウリアッ上が出せる」から、ザンギエフを指す隠語・通称として「ザンギュラ」が用いられることがある。また『CAPCOM FIGHTING Jam』でデミトリの「ミッドナイトブリス」を受けた際に変身するキャラクターの名前が「ザンギュラちゃん」となっている。
『MSH VS. SF』では彼の家族として両親、幼い弟2人と妹、2頭の熊が登場している。

## 登場作品
- ストリートファイターIIシリーズ
- ストリートファイターZEROシリーズ（『ZERO2』以降）
- ストリートファイターIVシリーズ
- ストリートファイターV
- ストリートファイター6
- ストリートファイターEXシリーズ
- ストリートファイター ザ・ムービー
- ストリートファイター リアルバトル オン フィルム
- VS.シリーズ
  - マーヴルVS.シリーズ（『MARVEL VS. CAPCOM 3』以外）
  - SNK VS. CAPCOM 激突カードファイターズシリーズ
  - 頂上決戦 最強ファイターズ SNK VS. CAPCOM
  - CAPCOM VS. SNKシリーズ
- ポケットファイター
- CAPCOM FIGHTING Jam
- ストリートファイター オンライン マウスジェネレーション
- ストリートファイター X 鉄拳

背景出演
- スーパーマッスルボマー
ロシアステージの背景の観客席に座っている。
- 大乱闘スマッシュブラザーズ SPECIAL
スピリッツで登場。BGMも収録されている。

## 担当声優・俳優
格闘ゲームでの担当声優
- 高木渉（『ZERO』シリーズ、『EX』シリーズ）
- 玄田哲章（『CAPCOM VS. SNK』シリーズ、『CAPCOM FIGHTING Jam』）
- 三宅健太（『IV』以降）

その他の関連作品での担当声優
- 金尾哲夫（劇場版アニメ『ストリートファイターII MOVIE』）
- 田中康郎（テレビアニメ『ストリートファイターII V』）
- 宇垣秀成（OVA『ストリートファイターZERO - THE ANIMATION -』）
- 大友龍三郎（映画『ストリートファイター』テレビ版吹替）
- 宝亀克寿（映画『ストリートファイター』ビデオ・DVD版吹替）
- リッチ・ムーア（映画『シュガー・ラッシュ』英語版）
- 広田みのる（映画『シュガー・ラッシュ』日本語版、映画『シュガー・ラッシュ:オンライン』日本語版）

俳優
- アンドリュー・ブリニアースキー（映画『ストリートファイター』）